# Commissione per l'industria, la ricerca e l'energia del Parlamento europeo
La commissione per l'industria, la ricerca e l'energia (ITRE, acronimo del francese Industrie, Recherche, Energie) è una commissione permanente del Parlamento europeo. È composta da 72 eurodeputati ed è attualmente presieduta dal polacco Borys Budka.

## Competenze
In base al regolamento del Parlamento europeo la commissione per l'industria, la ricerca e l'energia è la:
1.   la politica industriale dell'Unione e le misure correlate,e l'applicazione delle nuove tecnologie, comprese le misure relative alle piccole e medie imprese;
2.   la politica dell'Unione nel campo della ricerca e dell'innovazione, compresi la scienza e la tecnologia come pure la diffusione e lo sfruttamento dei risultati della ricerca;
3.   la politica spaziale europea;
4.   le attività del Centro comune di ricerca, il Consiglio europeo della ricerca, l'Istituto europeo di innovazione e tecnologia e l'Istituto dei materiali e delle misure di riferimento, nonché JET, ITER e gli altri progetti nello stesso settore;
5.   le misure dell'Unione riguardanti la politica energetica in generale e nel quadro della creazione e del funzionamento del mercato interno dell'energia, in particolare le misure concernenti:
a)   la sicurezza dell'approvvigionamento energetico nell'Unione,

b)   la promozione dell'efficienza energetica e del risparmio energetico nonché lo sviluppo di energie nuove e rinnovabili,

c)   la promozione dell'interconnessione delle reti energetiche e dell'efficienza energetica compresi la creazione e lo sviluppo di reti transeuropee nel settore delle infrastrutture dell'energia;
6.   il trattato Euratom e l'Agenzia di approvvigionamento dell'Euratom; la sicurezza nucleare, lo smantellamento degli impianti e lo smaltimento dei residui nel settore nucleare;
7.   la società dell'informazione, la tecnologia dell'informazione e le reti e i servizi di comunicazione, compresi le tecnologie e gli aspetti relativi alla sicurezza e la creazione e lo sviluppo di reti transeuropee nel settore delle infrastrutture delle telecomunicazioni come pure le attività dell'Agenzia dell'Unione europea per la sicurezza delle reti e dell'informazione (ENISA).»
(Regolamento del Parlamento europeo, Allegato VI: Attribuzioni delle commissioni parlamentari permanenti, IX. Commissione per l'industria, la ricerca e l'energia)

## Presidenti
| Periodo     | Presidente            | Nazionalità | Gruppo |
| ----------- | --------------------- | ----------- | ------ |
| 2007 – 2009 | Angelika Niebler      | Germania    | PPE    |
| 2009 – 2012 | Herbert Reul          | Germania    | PPE    |
| 2012 – 2014 | Amalia Sartori        | Italia      | PPE    |
| 2014 – 2019 | Jerzy Buzek           | Polonia     | PPE    |
| 2019 – 2019 | Adina-Ioana Vălean    | Romania     | PPE    |
| 2019 – 2024 | Cristian-Silviu Bușoi | Romania     | PPE    |
| 2024 –      | Borys Budka           | Polonia     | PPE    |